# トム・ジョーダン (ラグビーユニオン)
トム・ジョーダン（Tom Jordan、1998年9月18日 - ）はニュージーランド生まれのラグビーユニオン選手。ユナイテッド・ラグビー・チャンピオンシップのグラスゴー・ウォリアーズ（スコットランド）に所属し、居住条件によりスコットランド代表資格を持つ。

## 経歴
ニュージーランドのオークランドにあるオレワ・カレッジ在学中は、ハミルトン・オールドボーイズ(Hamilton Old Boys)でプレーした。
2019年、エアシャー・ブルズと契約し、スコットランドラグビー協会のスーパー6リーグでプレー。2021年のスーパー6決勝では最優秀選手になった。
2021年11月、同じくスコットランドのグラスゴー・ウォリアーズと契約。 2022年9月2日、古巣エアシャー・ブルズ戦とのプレシーズン試合にセンターで出場した。2022年9月16日に、ユナイテッド・ラグビー・チャンピオンシップのベネットン・ラグビー戦でスタンドオフで公式戦デビューを果たした。
2024年のオータム・ネーションズシリーズにおいて、スコットランド代表に選出され、2024年11月2日のフィジー代表戦で控え選手で出場しテストマッチデビューを果たした。
2025年3月8日、シックスネーションズのウェールズ代表戦で、代表初となるトライを2回決めた。